# ATP1B3
ATP1B3 (англ. ATPase Na+/K+ transporting subunit beta 3) – білок, який кодується однойменним геном, розташованим у людей на короткому плечі 3-ї хромосоми.  Довжина поліпептидного ланцюга білка становить 279 амінокислот, а молекулярна маса — 31 513.
| 10         |  | 20         |  | 30         |  | 40         |  | 50         |
| ---------- |  | ---------- |  | ---------- |  | ---------- |  | ---------- |
| MTKNEKKSLN |  | QSLAEWKLFI |  | YNPTTGEFLG |  | RTAKSWGLIL |  | LFYLVFYGFL |
| AALFSFTMWV |  | MLQTLNDEVP |  | KYRDQIPSPG |  | LMVFPKPVTA |  | LEYTFSRSDP |
| TSYAGYIEDL |  | KKFLKPYTLE |  | EQKNLTVCPD |  | GALFEQKGPV |  | YVACQFPISL |
| LQACSGMNDP |  | DFGYSQGNPC |  | ILVKMNRIIG |  | LKPEGVPRID |  | CVSKNEDIPN |
| VAVYPHNGMI |  | DLKYFPYYGK |  | KLHVGYLQPL |  | VAVQVSFAPN |  | NTGKEVTVEC |
| KIDGSANLKS |  | QDDRDKFLGR |  | VMFKITARA  |  |            |  |            |

A: Аланін

C: Цистеїн

D: Аспарагінова кислота

E: Глутамінова кислота

F: Фенілаланін

G: Гліцин

H: Гістидин

I: Ізолейцин

K: Лізин

L: Лейцин

M: Метіонін

N: Аспарагін

P: Пролін

Q: Глутамін

R: Аргінін

S: Серин

T: Треонін

V: Валін

W: Триптофан

Задіяний у таких біологічних процесах як транспорт іонів, транспорт, транспорт калію, транспорт натрію, транспорт натрію та калію. 
Білок має сайт для зв'язування з калію, іоном натрію. 
Локалізований у клітинній мембрані, мембрані.